# Decorazione al merito del Tirolo
La Decorazione al merito del Tirolo (in tedesco: Ehrenzeichen des Landes Tirol) è un'onorificenza concessa dallo stato federato austriaco del Tirolo.

## Storia
La decorazione è stata istituita nel 1955 per premiare quanti abbiano compiuto servizi speciali nel campo dei lavori pubblici e privati nonché per il benessere generale, per impegni in campo culturale o che comunque abbiano contribuito a promuovere lo sviluppo del Tirolo.
Le medaglie vengono distribuite ogni anno il 20 febbraio, giorno della morte di Andreas Hofer, combattente caduto per l'indipendenza del Tirolo.

## Classi
La medaglia dispone di un'unica classe di benemerenza, la Gran decorazione.
La medaglia è costituita dall'aquila del Tirolo in oro attorniata da un anello d'argento che culmina nella parte superiore in un fiocco nel quale stanno incise le parole "AQUILA TIROLIS DIGNITATE HONESTO". La medaglia viene portata appesa al collo tramite una catena d'oro.
Le onorificenze hanno la particolarità di non poter essere trattenute dalla famiglia dell'insignito dopo la morte di queste, ma devono essere restituite al governo tirolese.

## Insigniti notabili
- Alois Pompanin
- Karl Tinzl
- Ludwig von Ficker
- Lois Craffonara
- Alois Kothgasser
- Gertrud Fussenegger
- Ludwig Hoffmann von Rumerstein
- Franz Fischler
- Ander Amonn
- Walter Guggenberger
- Andreas Khol
- Manfred Scheuer
- Karl Golser
- Peter Habeler
- Tobias Moretti
- Michl Ebner
- Gerhard Brandstätter
- Hansi Hinterseer
- Ivo Muser
- Rut Bernardi
- Franz Lackner
- Eva Lind
- Aldo Mazza
- Monika Hauser
- DJ Ötzi
- Sandro Canestrini
- Lorenzo Dellai
- Ferdinand Willeit